# Jean-Jacques Pierre
Jean-Jacques Pierre (Léogâne, 23 januari 1981) is een Haïtiaanse voetballer die bij voorkeur als verdediger speelt. Hij verruilde in juli 2015 SM Caen voor Paris FC, uitkomend in de Ligue 2.

## Spelerscarrière
Pierre doorliep de jeugd van AS Cavaly in Haïti, waarna hij in 2002 overstapte naar Arsenal de Sarandí in Argentinië. Na een jaar vertrok hij naar Club Deportivo Morón. In 2004 maakte hij de overstap naar CA Peñarol in Uruguay. In dienst van Peñarol werd hij na het seizoen 2004-2005 uitgeroepen tot beste verdediger van de Uruguayaanse competitie. Hij werd mede hierdoor gecontracteerd door FC Nantes. In zes seizoenen kwam Pierre tot bijna 160 wedstrijden, waarin hij vijf keer het net wist te vinden. In 2012 speelde hij kort voor het Griekse Panionios, waarna hij weer terugkeerde in Frankrijk bij SM Caen. Bij Caen groeide Pierre uit tot aanvoerder. In 2015 werd hij uitgeleend aan Angers SCO dat promoveerde naar de Ligue 1. Op 24 juli 2015 verbond Pierre zich aan Paris FC dat juist naar de Ligue 2 was gepromoveerd.

## Interlandcarrière
Pierre was aanvoerder van de U-23 van Haïti en debuteerde in 2001 in het Haïtiaans voetbalelftal.